# Rudolf Gabel
Rudolf Gabel (* 5. November 1907 in Altingen; † 17. November 1991 in Landau in der Pfalz) war ein deutscher Architekt und kommunaler Baubeamter.

## Leben

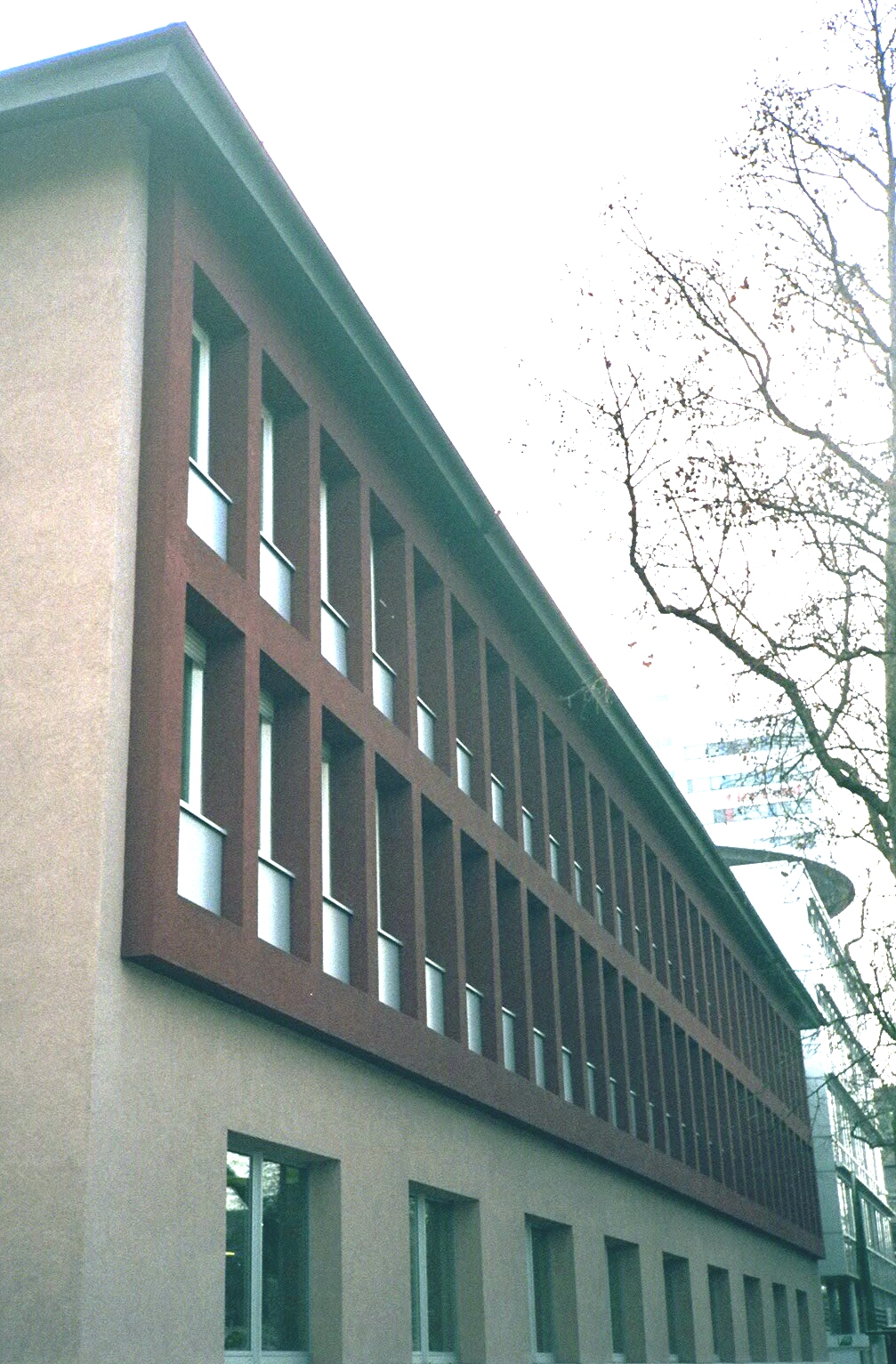
AOK-Gebäude in Heilbronn

Rudolf Gabel wuchs im Remstal auf. Er machte zunächst eine Zimmererlehre und besuchte dann das Realgymnasium in Schwäbisch Gmünd. Ab 1928 studierte er Architektur an der Technischen Hochschule Stuttgart und war dort anschließend als wissenschaftlicher Assistent am Lehrstuhl von Paul Bonatz tätig.
1931 trat Gabel dem NSDStB bei, im März 1933 der SS, und zum 1. Mai desselben Jahres der NSDAP (Mitgliedsnummer 2.919.972).
1935 heiratete Gabel Hildegard Freiin von Lupin, eine Tochter des Generalmajors Kurt von Lupin. Aus der Ehe gingen zwei Töchter hervor. Da die SS sein Heiratsgesuch nicht genehmigte, trat Gabel wieder aus der SS aus, bemühte sich jedoch in den folgenden Jahren – allerdings vergeblich – um Wiederaufnahme.
Gabel erwarb für sein eigenes, von ihm entworfenes Wohnhaus 1938 ein Grundstück, das ursprünglich jüdischen Eigentümern gehört hatte.
1935 wurde er Leiter des Stadtplanungsamts in Heilbronn. Hier widmete er sich in erster Linie Planungs- und Verwaltungsaufgaben, zum Beispiel der Erstellung von Bebauungsplänen. Für die Kreuzgrundsiedlung in Heilbronn entwarf er ein Musterhaus. Außerdem wirkte er bei der Planung für Heime der Hitlerjugend mit. 1939 wurde Gabel zur Wehrmacht eingezogen.
Als NS-belastet wurde er im Mai 1945 aus dem Dienst der Stadt Heilbronn entlassen und arbeitete fortan als freier Architekt. 1947 wurde er im Entnazifizierungsverfahren als Mitläufer eingestuft. Er wurde in den Planungsbeirat für den Wiederaufbau der Heilbronner Altstadt berufen. Zwischen 1953 und 1968 war er Mitglied im Wettbewerbsausschuss der Architektenkammer Baden-Württemberg.

## Werk

### Neubauten
In Heilbronn entwarf er die Wartbergkirche und die Heilig-Geist-Kirche im Kreuzgrund, plante ab 1957 die Erweiterungsflügel für das Heilbronner Rathaus und entwarf 1951 das Gebäude der AOK. Von 1956 bis 1960 entwarf und baute er das Kreiskrankenhaus Möckmühl. Für Neckarsulm entwarf Gabel das Gebäude des Albert-Schweitzer-Gymnasiums.

### Altbauten
Ebenso wichtig war für Gabel die Rekonstruktion wichtiger historischer Gebäude nach Kriegsschäden, so das alte Heilbronner Stadttheater und das Deutschordensmünster St. Peter und Paul.

### Schriften
- Die romanischen Kirchtürme Württembergs. Eine baugeschichtliche Untersuchung der heute noch ganz oder teilweise oder in Umbauten vorhandenen romanischen Kirchtürme Württembergs. Bölzle, Tübingen 1936. (Dissertation, Technische Hochschule Stuttgart, 1936)
- zusammen mit Helmut Schmolz: Drunten im Unterland. (= Veröffentlichungen des Archivs der Stadt Heilbronn, Band 21) Edition Cantz, Stuttgart-Bad Cannstatt 1976.
- zusammen mit Fritz Wolf: Das war mein Heilbronn. Aus einem zerrissenen Bilderbuch von Fritz Wolf. Heilbronn 1986.